# La Route de Sacramento

La Route de Sacramento (Camino de Sacramento) est une comédie musicale mexicaine réalisée en 1945 par Chano Urueta.

## Fiche technique
- Titre français : La Route de Sacramento[1]
- Titre original mexicain : Camino de Sacramento
- Réalisation : Chano Urueta
- Pays de production :  Mexique
- Langue originale : espagnol
- Dates de sortie :
  - Mexique : 2 mai 1946
  - France : 23 mai 1951

## Distribution
- Jorge Negrete : Juan Ruiz, un avocat/son frère jumeau Antonio Ruiz, un bandit
- Rosaria Granados : Luisa
- Julio Villareal : Enrique Ledesma, le gouverneur de Sacramento
- Pepe Martinez : Curro, l'ami de Juan
- Ernesto Cortazar : Ramon
- Carlos Muzquiz : El Chueco